# 中国国鉄HXD1型電気機関車
中国国鉄HXD1型電気機関車（ちゅうごくこくてつHXD1がたでんききかんしゃ）は、中華人民共和国鉄道部（現：中国鉄路総公司）が導入した交流電気機関車。ドイツ・シーメンスが展開していた電気機関車ブランド・ユーロスプリンターの技術を基に開発された車両で、和諧1型（わかい1がた）とも呼ばれる。
この項目では、HXD1型を基に開発されたHXD1B型電気機関車、HXD1C型電気機関車および中国国外への輸出車両についても解説する。

## 導入までの経緯
1990年代後半、当時の中華人民共和国鉄道部は「韶山（SS）」と言う形式名を持つ整流器やサイリスタを用いた制御方式の交流電気機関車に代わり、より高出力かつ保守が簡素、電力消費も抑えられるインバータ制御を用いた電気機関車の導入を検討し始めた。それを受け、中国南車（現：中国中車）系列の株洲電力機車は「DJ」と言う形式名を持つインバータ制御の電気機関車を複数試作したがどれも失敗に終わった。また2000年から2001年にかけてはシーメンスが設計した標準型電気機関車・ユーロスプリンターの技術を基にした2両永久連結式のDJ1型電気機関車を導入し、ライセンス生産を行うことで技術移転を目指したものの、保守の面で難があり2両編成20本のみの導入で終わった。
その後、2002年に再度中国政府は世界各地の電気機関車の技術を取り入れ、機関車の近代化を目指す方針を示した。それを受け、株洲電力機車は2004年に当時のドイツ連邦の首相だったゲアハルト・シュレーダーが訪中した折に、自動車やエアバスなどの案件と共に再度シーメンスとの提携を結び、220両の電気機関車を生産する契約を交わした。これに基づき、2006年から量産が始まったのがHXD1型電気機関車である。

## 形式別概要

### HXD1型

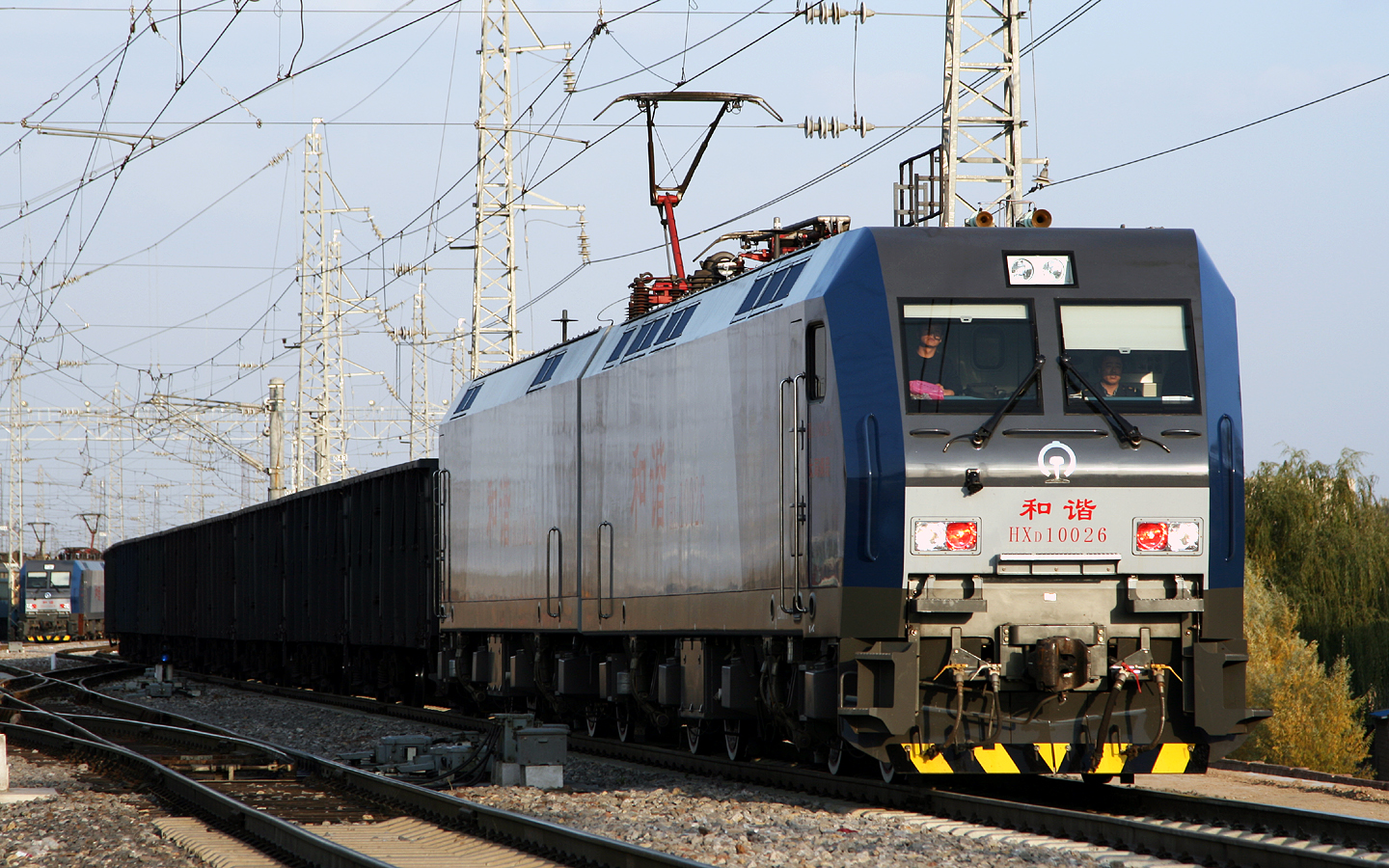
大秦線で石炭列車を牽引するHXD1型

HXD1型は先に製造されたDJ1型と同様、シーメンスのユーロスプリンターを基にした2両永久連結式の貨物用電気機関車である。ただし制御装置に用いる電力素子はDJ1型で使用されたサイリスタではなく絶縁ゲートバイポーラトランジスタ（IGBT）を採用している。
石炭列車などの重量級貨物列車の牽引に対応するため定格出力9,600kwと言う高出力値を有している他無線総括制御にも対応しており、長編成の中間や後方に連結された補助機関車を先頭の機関車から無線で一括制御する事が出来る。
2006年から製造が始まり、初期の40両はシーメンスで製造したものが輸入された一方、それ以降は株洲電力機車が車体を、電機部品をシーメンスが製造した。最大2万t、最大216両もの長編成の石炭列車が走る大秦線に集中導入されている。

#### HXD1型1000番台

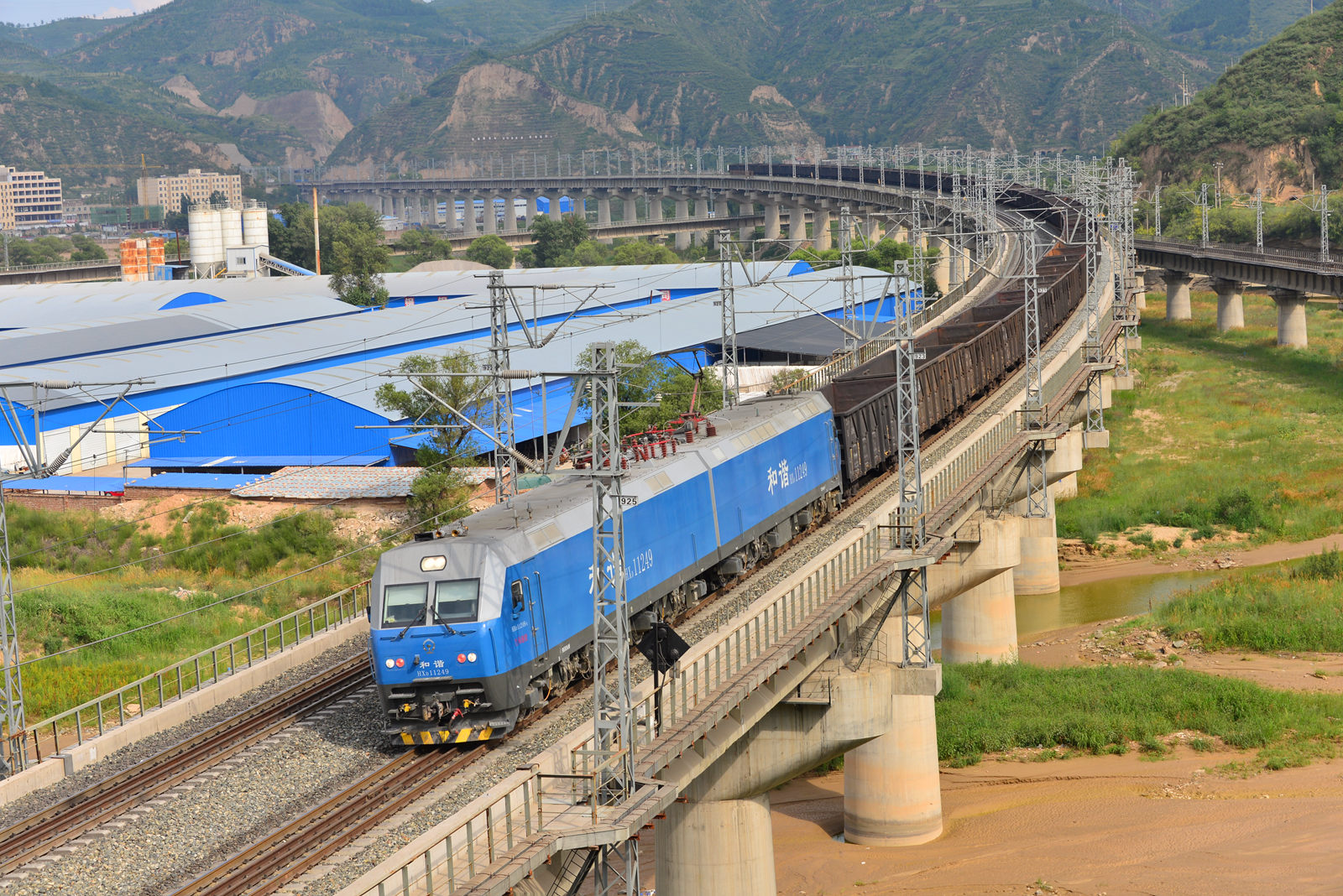
貨物列車を牽引する1000番台

HXD1型を構成する部品の中国国産率を高めた形式。制御装置がそれまでのシーメンス製を基にしたものから株洲電力機車が独自に開発したものに置き換えられた他、塗装もHXD1型から変更された。2012年6月1日から6月7日にかけて最初に製造された1001号機を用いた試験運転が実施され、好成績を記録している。

#### 神華集団所有車両

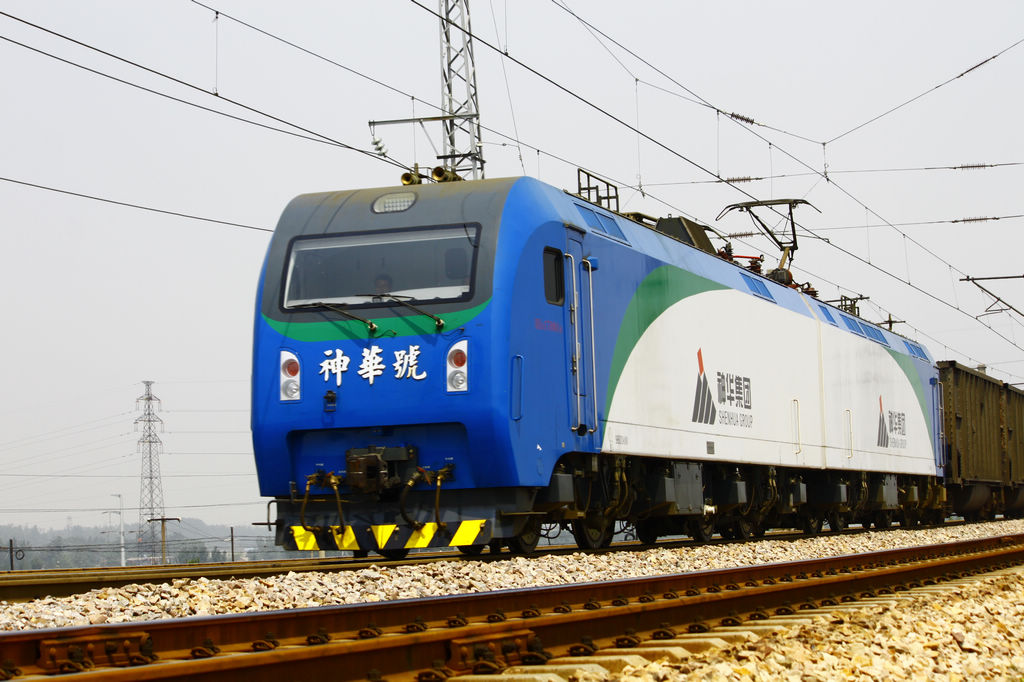
神華集団所有の7004号機

中国の国営企業であり国内最大規模の石炭企業である神華集団有限責任公司は、2011年に自社が所有する電化貨物鉄道向けにHXD1型1000番台を基にした電気機関車を導入する事を発表した。それまでは鉄道省の方針により海外技術を導入したインバータ制御の機関車を中国国鉄以外の企業が購入する事は困難であったが、自由化への方針転換により実現したものである。
HXD1型と同じ2車体連接式・定格出力9,600kwの車両に加え、3車体連接式・定格出力14,400kwというさらに高出力の機関車も製造される。また外見はHXD1型とは異なる丸みを帯びた前面を持つ車体となり、前方下部の前照灯・尾灯の間には神華號の文字が造形されている。営業運転の開始は2013年からである。

### HXD1B型

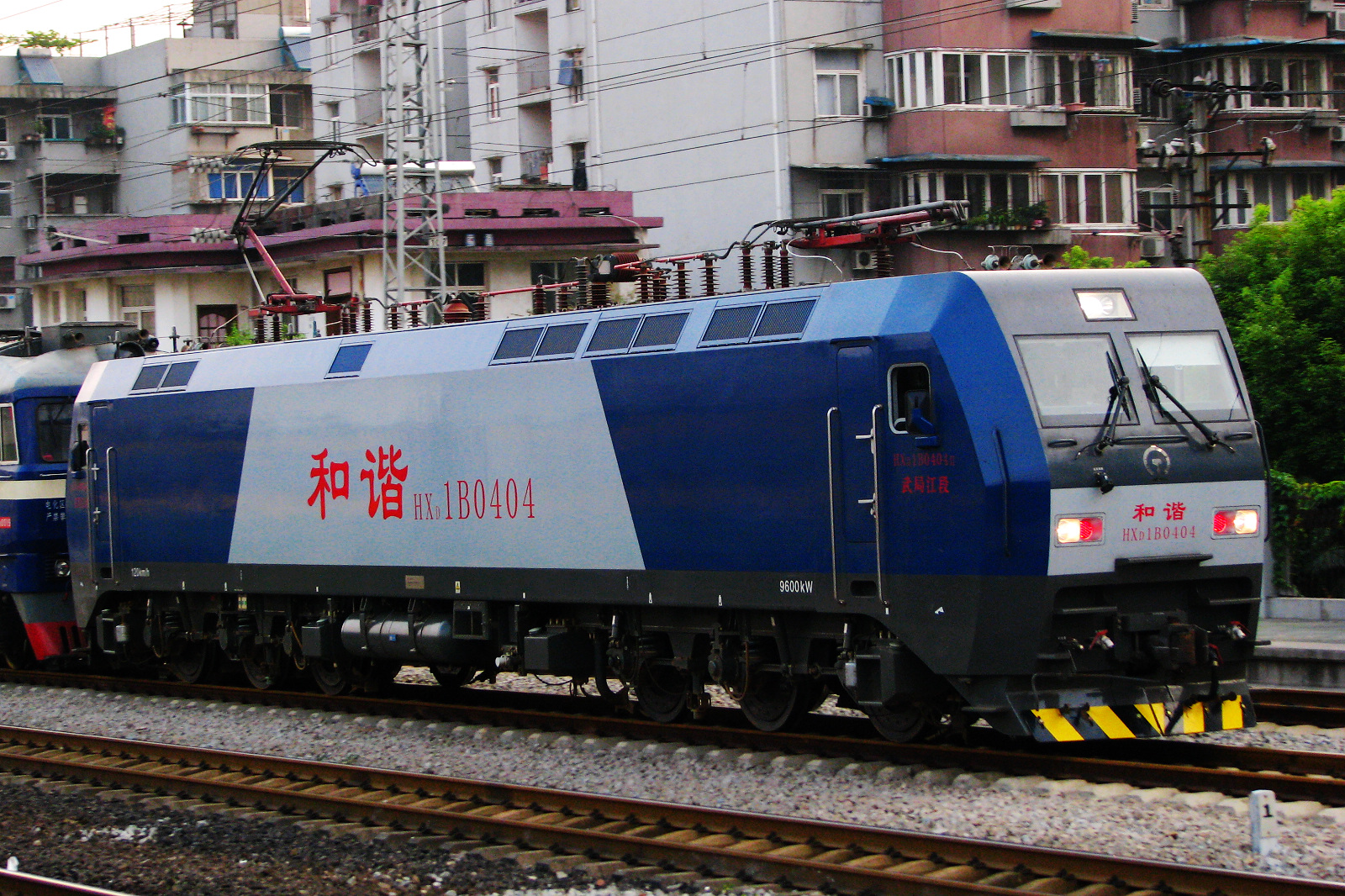
0404号機

2009年から製造が開始された貨物用交流電気機関車。定格出力はHXD1型と同様だが、車体を車軸配置Co-Coの単機タイプに変更し汎用性が増している。

### HXD1C型

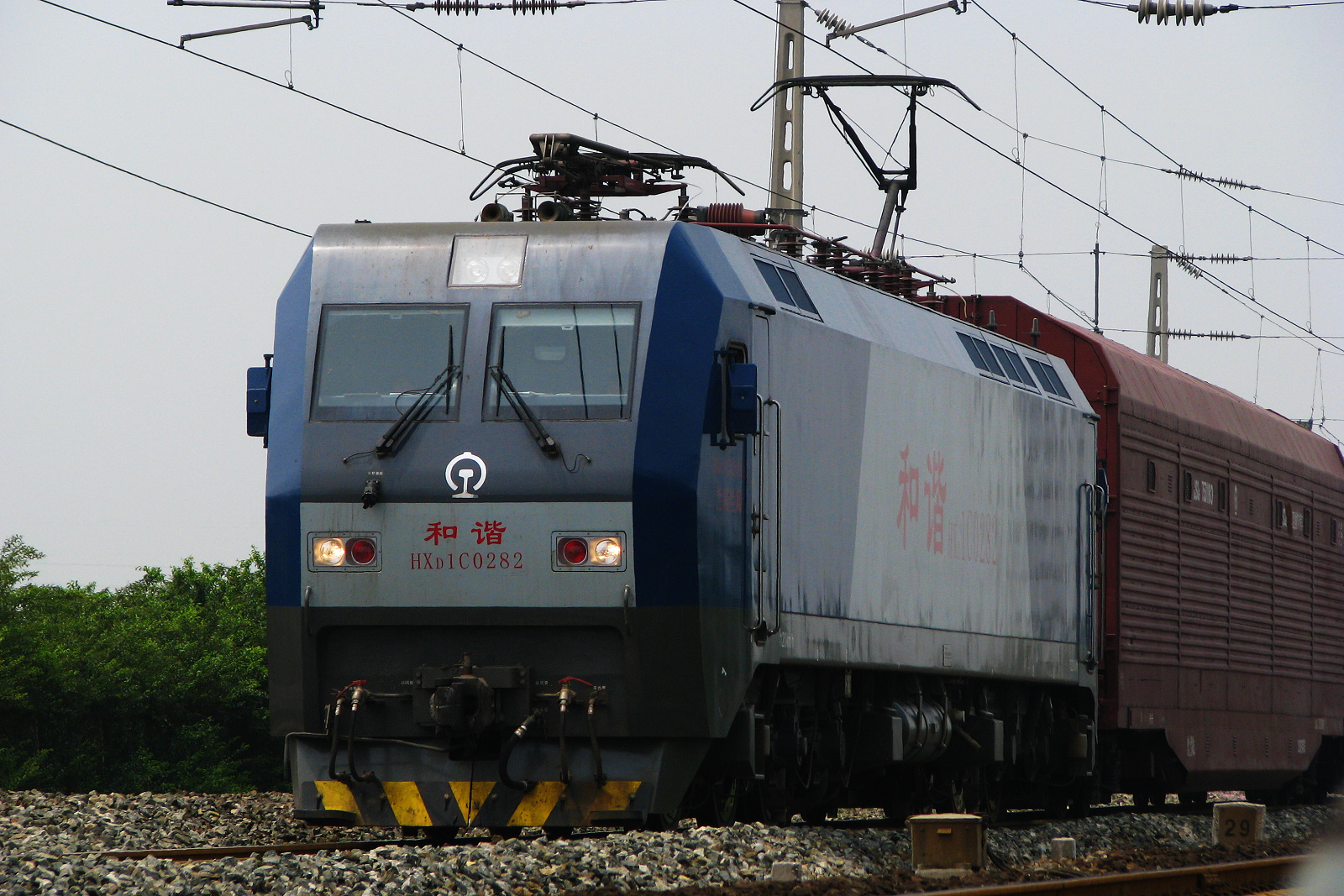
貨物列車を牽引するHXD1C型

シーメンスの技術を用いて生産されたHXD1型、HXD1B型の実績を基に、主要機器の国産部品の比率を高める形で2009年から製造された貨物用交流電気機関車。定格出力は7,200kwと減少している。株洲電力機車に加え資陽機車も製造に参加している。

## 輸出車両

### アディスアベバ・ジブチ鉄道向け輸出車両
中国の支援で建設され、2018年1月1日から営業運転を開始したアディスアベバ・ジブチ鉄道には、中国製の客車などと共にHXD1C型と同型の電気機関車が導入されている。

### セルビア電力産業公社向け輸出車両
2016年、株洲電力機車はセルビア電力産業公社が運営するニコラ・テスラ火力発電所の専用線へ向けて電気機関車を製造する契約を交わした事を発表した。これは東南ヨーロッパにおける初の中国製電気機関車の輸出事例である。定格出力は7,000kw、設計最高速度は140km/hで、HXD1C型を基としながらも欧州基準に合わせた設計に変更されている。2017年10月19日から使用を開始し、老朽化した旧型機関車を置き換えている。

### マケドニア鉄道向け輸出車両
マケドニア鉄道は、交流25kV・50Hz電化区間で貨物列車牽引に使用していた従来の電気機関車の老朽化を理由に、2017年に欧州復興開発銀行からの融資（5,000万ユーロ）の一部を使い中国中車と新型電気機関車4両の製造契約を交わした。株洲電力機車が製造を担当したこの電気機関車は443型（Class 443）という形式名が与えられ、2019年5月に最初の1両が落成し試運転を開始している。最高速度は120km/h、最大総重量1,600tの列車を単機で牽引可能な設計となっており、セルビアとギリシャの両国境間を結ぶ"南北回廊"と呼ばれる幹線での運用を予定している。なお、マケドニア鉄道は2015年に株洲電力機車製の電車・気動車を導入した経歴を持つ。

## 参考資料
- 阿部真之、岡田健太郎『中国鉄道大全　中国鉄道10万km徹底ガイド』旅行人、2011年10月。ISBN 978-4947702692。

- 石田周二、笠井健次郎『交通ブックス 124 電気機関車とディーゼル機関車』成山堂書店、2015年6月。ISBN 978-4-425-76231-6。